# Влень (гмина)
Влень (пол. Wleń) — городско-сельская гмина (волость) в Польше, входит как административная единица в Львувецкий повет, Нижнесилезское воеводство. Население — 4647 человек (на 2004 год).
Центр гмины — город Влень.

## Демография
| Перепись                       | Всего   | Всего | Женщины | Женщины | Мужчины | Мужчины |
| ------------------------------ | ------- | ----- | ------- | ------- | ------- | ------- |
| Единицы                        | человек | %     | человек | %       | человек | %       |
| Население                      | 4647    | 100   | 2334    | 50,2    | 2313    | 49,8    |
| Плотность населения (чел./км²) | 54      | 54    | 27,1    | 27,1    | 26,9    | 26,9    |

## Сельские округа
1. Белчина
2. Быстшица
3. Клеча
4. Моджеве
5. Нелестно
6. Пильховице
7. Радомице
8. Стшижовец
9. Тарчин

## Поселения
1. Лупки
2. Марчув
3. Пшезьдзедза
4. Вленьски-Грудек

## Соседние гмины
1. Гмина Ежув-Судецки
2. Гмина Любомеж
3. Гмина Львувек-Слёнски
4. Гмина Пельгжимка
5. Гмина Свежава